# De Liemers
De Liemers (amtlich F112) ist ein Radschnellweg in der gleichnamigen Region im Süden der niederländischen Provinz Gelderland. Der Radweg verläuft von Zevenaar nach Arnhem überwiegend parallel zum niederländischen Abschnitt der Bahnstrecke Oberhausen–Arnhem und ist seit der Eröffnung am 31. März 2016 befahrbar.

## Bau
Der Radschnellweg folgt größtenteils dem Verlauf einer bereits bestehenden Fahrradstrecke. Auf De Groeneweg im Gebiet der Gemeinde Zevenaar dehnt sich die Straßenführung wenige Meter hinter der Kreuzung mit der Straße Methen in einem Bogen gen Süden aus, weshalb ein zusätzlicher Radweg entlang der Bahntrasse errichtet wurde. Außerdem wurde auf manchen Abschnitten die Straßendecke erneuert. Weiterhin entschied man sich dazu, einige verkehrssichernde Maßnahmen zu ergreifen. So wurde beispielsweise eine Brücke über den Rivierweg in Westervoort gebaut. Die Baumaßnahmen nahmen zwei Jahre in Anspruch und wurden mit der Eröffnung am 31. März 2016 abgeschlossen. Rund 3,2 Millionen Euro sollen die Bauvorhaben gekostet haben. Zu den Verantwortlichen zählen die Gemeinden Arnhem, Duiven, Westervoort und Zevenaar, die Provinz Gelderland, Rijkswaterstaat sowie der Fietsersbond. In der Zukunft soll zudem ein Tunnel unterhalb des Zuidsingel in Duiven angelegt werden.
Ebenso wie der RijnWaalpad wird die Strecke De Liemers durch Straßenlaternen in Form des Logos der Radschnellwege beleuchtet.

## Bilder

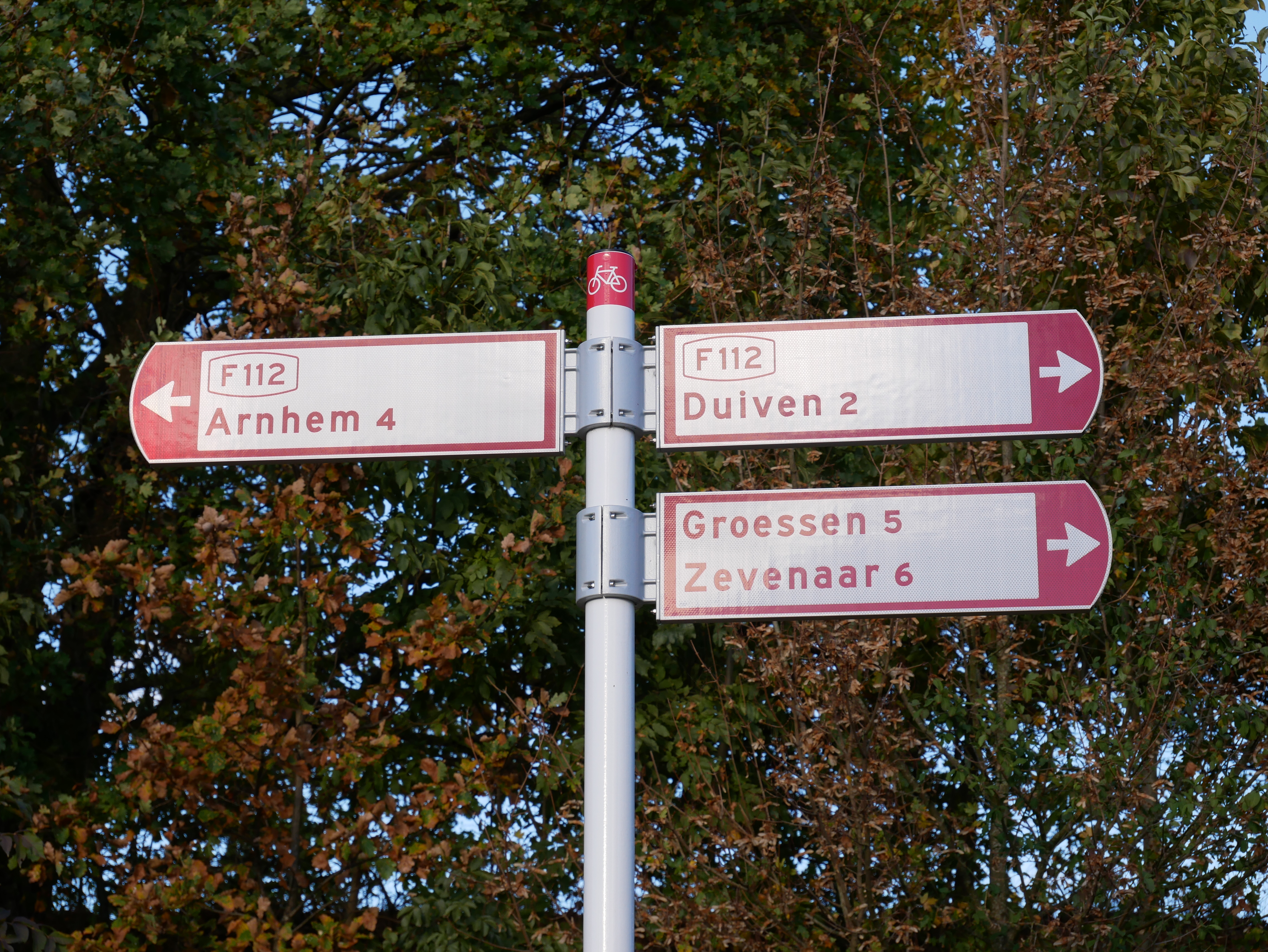
Beschilderung am Radschnellweg in Westervoort
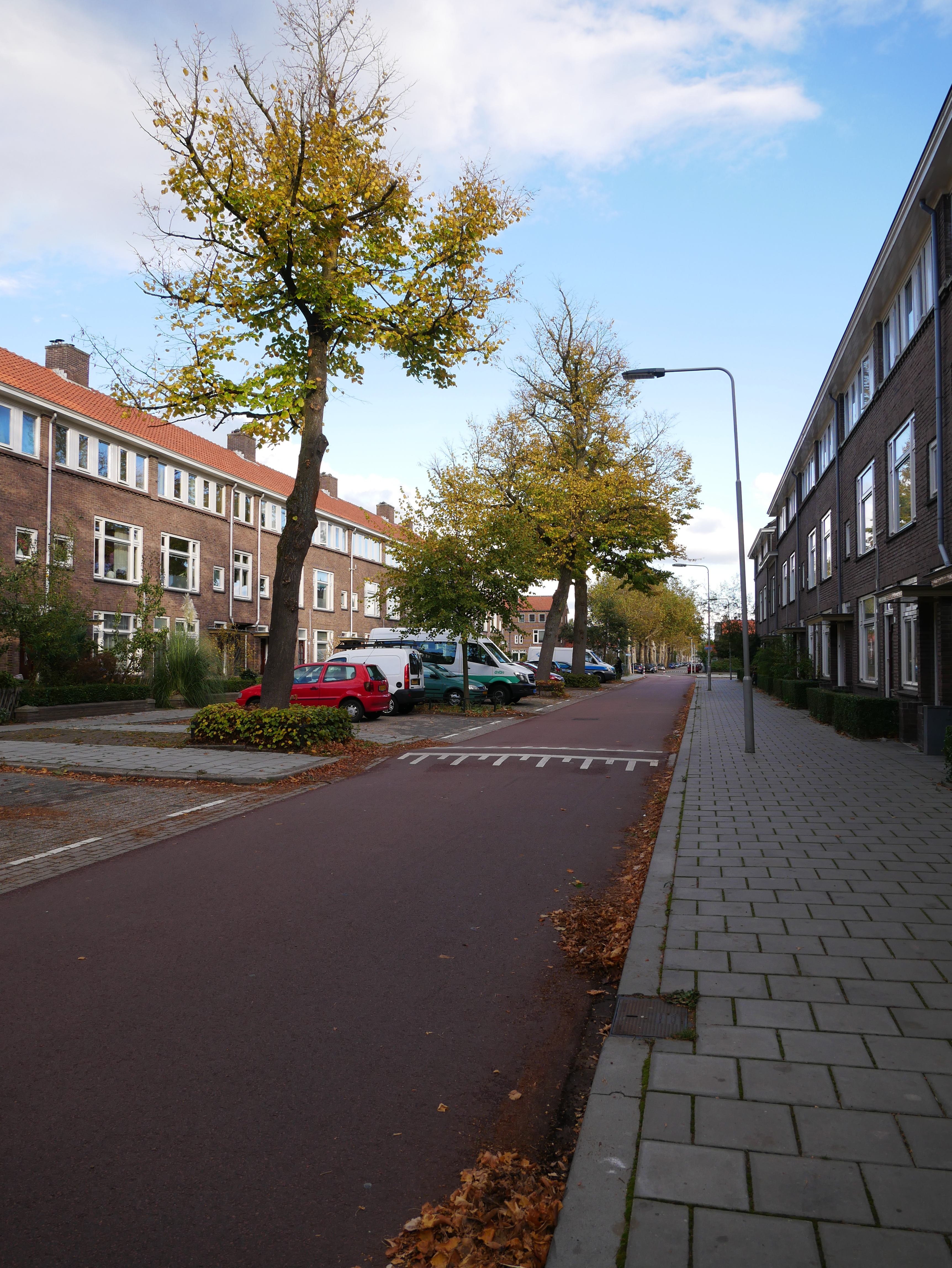
Fahrradweg über die Stadhoudersstraat in Arnhem
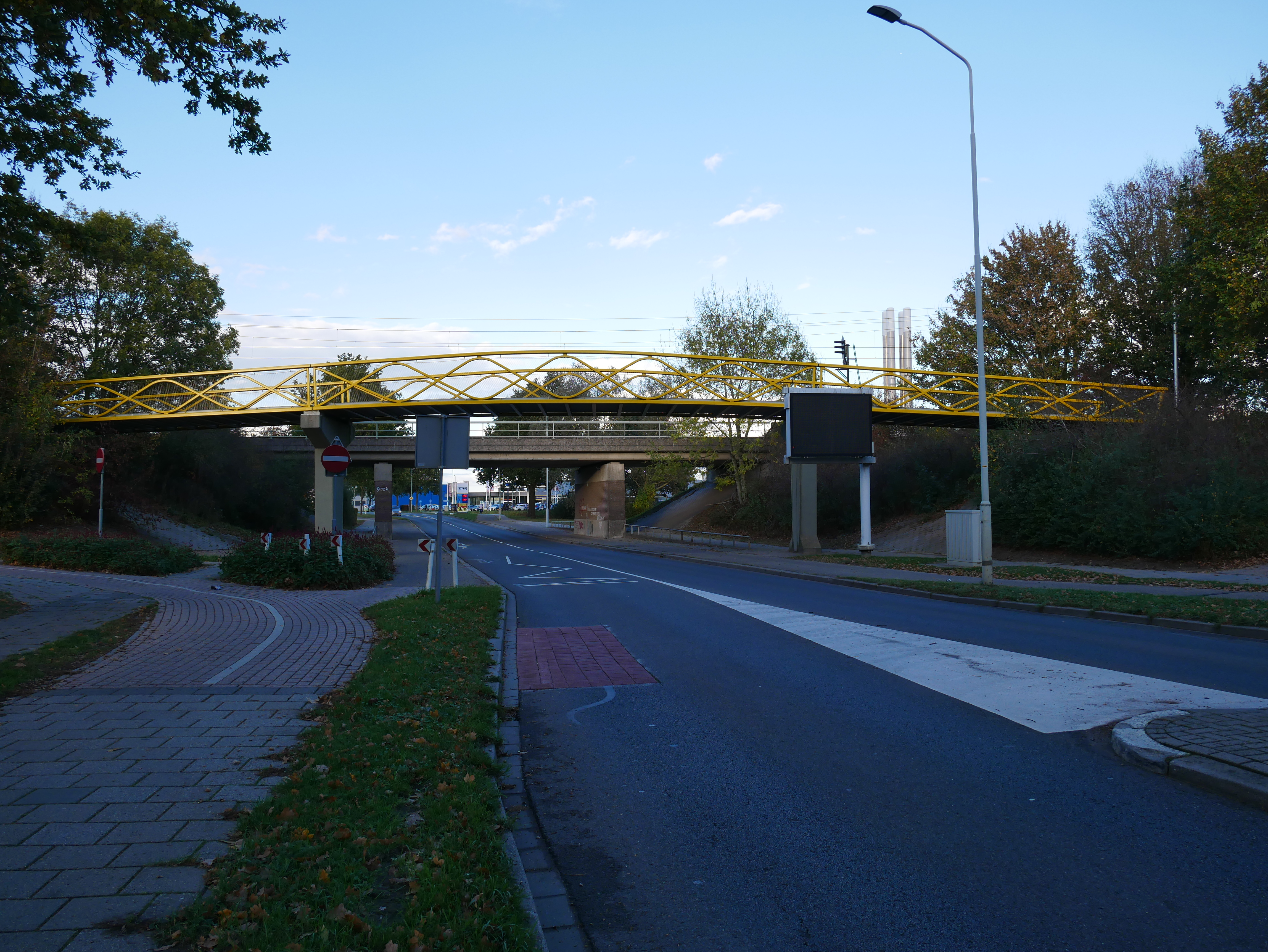
Fahrradbrücke in Westervoort
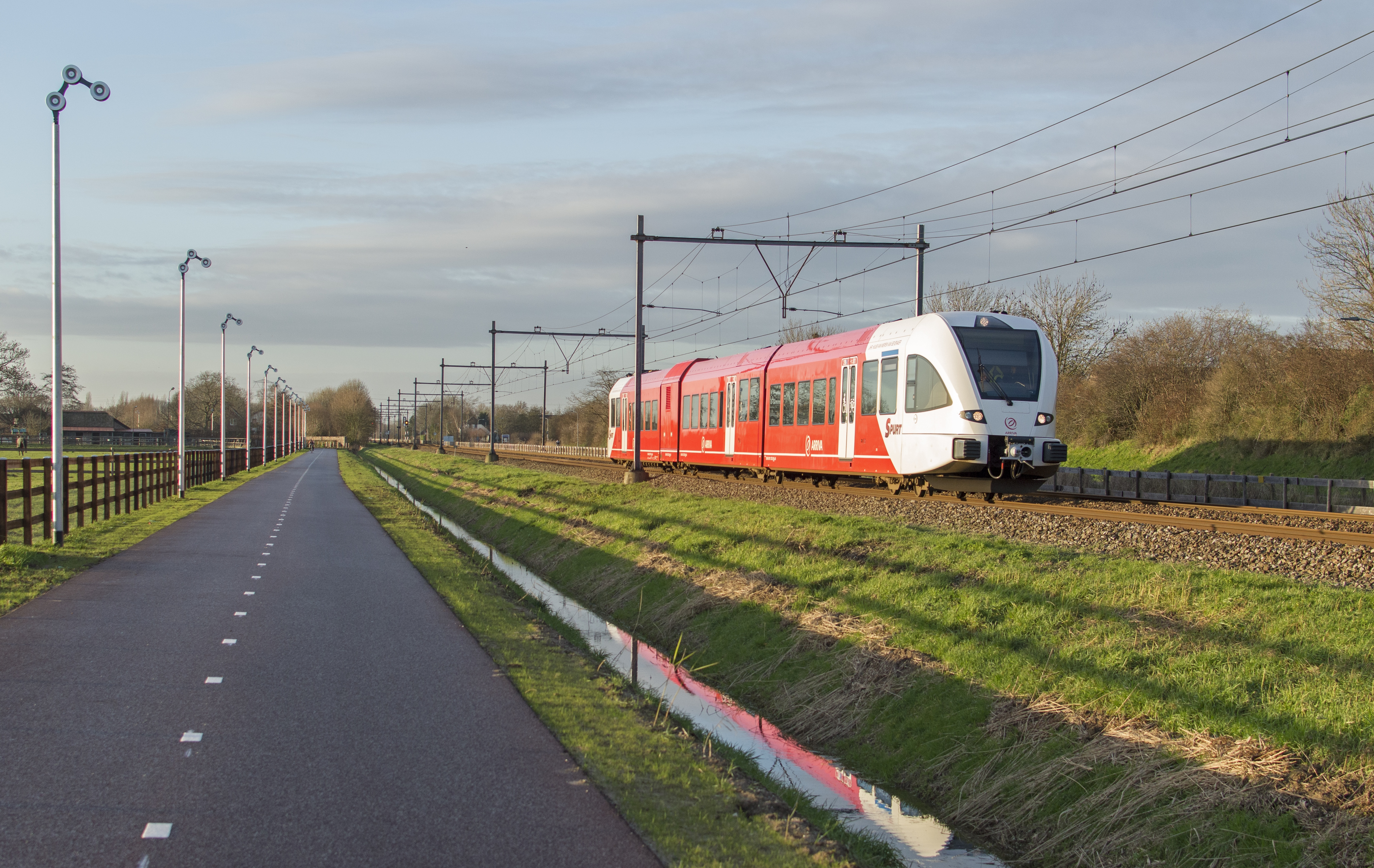
Der Radschnellweg und die parallel verlaufende Bahnstrecke